# غوي داش
غوي داش (بالفارسية: گوی‌داش) هي مستوطنة تقع في قسم تشاراويماق الجنوبي الغربي الريفي في إيران. يقدر عدد سكانها بـ 213 نسمة .